# Ядро (статистика)
Ядро або ядрова функція — це вагова функція, що використовується в непараметричних методах оцінки. Ядра  використовуються при ядерній оцінці щільності розподілу для оцінки густини випадкової величини, чи в ядерній регресії для оцінки умовного математичного сподівання випадкової величини. Ядра також використовуються в часових рядах як переіодограми для оцінки спектральної щільності. Додаткового використання ядра набули в оцінці інтенсивності точкового процесу зміної в часі.

## Визначення
Ядром називається невід'ємна дійснозначна інтегровна функція K, яка задовольняє дві наступні властивості:
- {\displaystyle \int _{-\infty }^{+\infty }K(u)\,du=1\,;}
- {\displaystyle K(-u)=K(u)\ \forall \ u\,.}

Перша умова гарантує, що метод ядерної оцінки щільності розподілу дійсно дає густину випадкової величини. Друга — гарантує, що середнє значення знайденого розподілу дорівнює середньому значенню вибірки для якої оцінюють густину.
Якщо K — ядро, тоді функція K* визначена таким чином K*(u) = λ−1K(λ−1u), де λ > 0 також є ядерною функцією. Цю властивість можна використати для вибору масштабу максимально узгодженого з даними.

## Використання ядер
Звичайно використовують кілька видів ядрових функцій: рівномірну, трикутну, Епанечнікова, Четвертинну (двоточкову), кубічну (триточкову), Гауса та косинусну.
В таблиці нижче, 1{…} — характеристична функція.

Графіки вищенаведених функцій

| Ядрові функції, K(u)     | Ядрові функції, K(u) | Ядрові функції, K(u) | {\displaystyle \textstyle \int u^{2}K(u)du} | {\displaystyle \textstyle \int K^{2}(u)du}   |
| ------------------------ | --- | -------------------- | ------------------------------------------- | -------------------------------------------- |
| Рівномірна               | {\displaystyle K(u)={\frac {1}{2}}\,\mathbf {1} _{\{\|u\|\leq 1\}}}                                                                    |                      | {\displaystyle {\frac {1}{3}}}              | {\displaystyle {\frac {1}{2}}}               |
| Трикутна                 | {\displaystyle K(u)=(1-\|u\|)\,\mathbf {1} _{\{\|u\|\leq 1\}}}                                                                         |                      | {\displaystyle {\frac {1}{6}}}              | {\displaystyle {\frac {2}{3}}}               |
| Епанечнікова             | {\displaystyle K(u)={\frac {3}{4}}(1-u^{2})\,\mathbf {1} _{\{\|u\|\leq 1\}}}                                                           |                      | {\displaystyle {\frac {1}{5}}}              | {\displaystyle {\frac {3}{5}}}               |
| Четвертинна (двоточкова) | {\displaystyle K(u)={\frac {15}{16}}(1-u^{2})^{2}\,\mathbf {1} _{\{\|u\|\leq 1\}}}                                                     |                      | {\displaystyle {\frac {1}{7}}}              | {\displaystyle {\frac {5}{7}}}               |
| Кубічна (триточкова)     | {\displaystyle K(u)={\frac {35}{32}}(1-u^{2})^{3}\,\mathbf {1} _{\{\|u\|\leq 1\}}}                                                     |                      | {\displaystyle {\frac {1}{9}}}              | {\displaystyle {\frac {350}{429}}}           |
| Гауса                    | {\displaystyle K(u)={\frac {1}{\sqrt {2\pi }}}e^{-{\frac {1}{2}}u^{2}}}                                                                |                      | {\displaystyle 1\,}                         | {\displaystyle {\frac {1}{2{\sqrt {\pi }}}}} |
| Косинус                  | {\displaystyle K(u)={\frac {\pi }{4}}\cos \left({\frac {\pi }{2}}u\right)\mathbf {1} _{\{\|u\|\leq 1\}}}                               |                      | {\displaystyle 1-{\frac {8}{\pi ^{2}}}}     | {\displaystyle {\frac {\pi ^{2}}{16}}}       |
| Логістичне               | {\displaystyle K(u)={\frac {1}{e^{u}+2+e^{-u}}}}                                                                                       |                      | {\displaystyle {\frac {\pi ^{2}}{3}}}       | {\displaystyle {\frac {1}{6}}}               |
| Сигмоїда                 | {\displaystyle K(u)={\frac {2}{\pi }}{\frac {1}{e^{u}+e^{-u}}}}                                                                        |                      | {\displaystyle {\frac {\pi ^{2}}{4}}}       | {\displaystyle {\frac {2}{\pi ^{2}}}}        |
| Ядро Сільвермана         | {\displaystyle K(u)={\frac {1}{2}}e^{-{\frac {\|u\|}{\sqrt {2}}}}\cdot \sin \left({\frac {\|u\|}{\sqrt {2}}}+{\frac {\pi }{4}}\right)} |                      | {\displaystyle 0}                           | {\displaystyle {\frac {3{\sqrt {2}}}{16}}}   |